# Ота (Япония)
О́та (яп. 太田市 О:та-си) — особый город в Японии, находящийся в префектуре Гумма. Площадь города составляет 175,66 км², население — 221 733 человека (1 июля 2014), плотность населения — 1262,29 чел./км².

## Географическое положение
Город расположен на острове Хонсю в префектуре Гумма региона Канто. С ним граничат города Кирю, Исэсаки, Мидори, Асикага, Кумагая, Фукая и посёлки Оидзуми, Ора.

## Население
Население города составляет 221 733 человека (1 июля 2014), а плотность — 1262,29 чел./км². Изменение численности населения с 1980 по 2005 годы:
| 1980 | 175 381 чел. |  |
| 1985 | 189 931 чел. |  |
| 1990 | 197 139 чел. |  |
| 1995 | 203 599 чел. |  |
| 2000 | 210 022 чел. |  |
| 2005 | 213 299 чел. |  |

## Символика
Деревом города считается сосна, цветком — хризантема.

## Экономика
- В городе располагается один из заводов компании Kato Works Ltd..